# Resolutie 1996 Veiligheidsraad Verenigde Naties
Resolutie 1996 van de Veiligheidsraad van de Verenigde Naties werd unaniem door de VN-Veiligheidsraad aangenomen op 8 juli 2011.
Met de resolutie richtte de Veiligheidsraad de UNMISS-vredesmacht op die in het pas gevormde Zuid-Soedan de vrede moest bewaren en meewerken aan het opbouwen van de staatsinrichting.

## Achtergrond
Al in de jaren 1950 was het zwarte zuiden van Soedan in opstand gekomen tegen het overheersende Arabische noorden. De vondst van aardolie in het zuiden maakte het conflict er enkel maar moeilijker op. In 2002 kwam er een staakt-het-vuren en werden afspraken gemaakt over de verdeling van de olie-inkomsten. Verschillende rebellengroepen waren hiermee niet tevreden en in 2003 ontstond het conflict in Darfur tussen deze rebellen en de door de regering gesteunde janjaweed-milities. Die laatsten gingen over tot etnische zuiveringen en in de volgende jaren werden in Darfur grove mensenrechtenschendingen gepleegd waardoor miljoenen mensen op de vlucht sloegen. In februari 2011 stemde een overgrote meerderheid van de inwoners van Zuid-Soedan in een referendum voor onafhankelijkheid. De regio Abyei, die tussen Noord- en Zuid-Soedan lag, werd echter door beide partijen opgeëist, wat tot veel geweld leidde waardoor meer dan 100.000 inwoners op de vlucht sloegen.

## Inhoud

### Waarnemingen
De Veiligheidsraad verwelkomde allereerst de oprichting van de onafhankelijke staat Zuid-Soedan op 9 juli 2011.
Het conflict en geweld tegen de bevolking die nog steeds aanhielden werden betreurd.

### Handelingen
De Veiligheidsraad richtte voor een periode van één jaar de VN-Missie in de Republiek Zuid-Soedan of UNMISS op met tot 7000 militairen, 900 agenten, een civiel component en technische- en mensenrechtenonderzoekers.
Binnen drie en zes maanden zou bekeken worden of een vermindering naar 6000 troepen mogelijk was.
Het mandaat bestond erin de vrede te behouden en de overheid te versterken zodat die effectief en democratisch kon regeren, alsook goede relaties met de buurlanden onderhouden.
Ze moest ook de troepen- en wapentrafiek langsheen de grens met Soedan in de gaten houden.
Voorts werd geëist dat het Verzetsleger van de Heer haar aanvallen op de Zuid-Soedanese bevolking zou staken en dat de inzet van kindsoldaten zou stoppen.

## Verwante resoluties
- Resolutie 1982 Veiligheidsraad Verenigde Naties
- Resolutie 1990 Veiligheidsraad Verenigde Naties
- Resolutie 1997 Veiligheidsraad Verenigde Naties
- Resolutie 2003 Veiligheidsraad Verenigde Naties

Lijst ·  1967 ·  1968 ·  1969 ·  1970 ·  1971 ·  1972 ·  1973 ·  1974 ·  1975 ·  1976 ·  1977 ·  1978 ·  1979 ·  1980 ·  1981 ·  1982 ·  1983 ·  1984 ·  1985 ·  1986 ·  1987 ·  1988 ·  1989 ·  1990 ·  1991 ·  1992 ·  1993 ·  1994 ·  1995 ·  1996 ·  1997 ·  1998 ·  1999 ·  2000 ·  2001 ·  2002 ·  2003 ·  2004 ·  2005 ·  2006 ·  2007 ·  2008 ·  2009 ·  2010 ·  2011 ·  2012 ·  2013 ·  2014 ·  2015 ·  2016 ·  2017 ·  2018 ·  2019 ·  2020 ·  2021 ·  2022 ·  2023 ·  2024 ·  2025 ·  2026 ·  2027 ·  2028 ·  2029 ·  2030 ·  2031 ·  2032